# Shaanxi Nan Lu
Shaanxi Nan Lu (chiń. 陕西南路站) – stacja metra w Szanghaju, na linii 1 i linii 10. Zlokalizowana jest pomiędzy stacjami Huangpi Nan Lu, Xintiandi oraz Changshu Lu i Shanghai Tushuguan. Została otwarta 10 kwietnia 1995.